# D-glicero-beta-D-mano-heptoza 1-fosfat adenililtransferaza
-glicero-beta--mano-heptoza 1-fosfat adenililtransferaza (EC 2.7.7.70, D-beta-D-heptoza 7-fosfat kinaza/D-beta-D-heptoza 1-fosfat adenililtransferaza, D-glicero-D-mano-heptoza-1beta-fosfat adenililtransferaza, hldE (gen), rfaE (gen)) je enzim sa sistematskim imenom ATP:D-glicero-beta--mano-heptoza 1-fosfat adenililtransferaza. Ovaj enzim katalizuje sledeću hemijsku reakciju
-glicero-beta--mano-heptoza 1-fosfat + ATP {\displaystyle \rightleftharpoons } ADP-D-glicero-beta--mano-heptoza + difosfat
Bifunkcionalan protein hldE deluje kao D-glicero-beta--mano-heptoza-7-fosfat kinaza i D-glicero-beta--mano-heptoza 1-fosfat adenililtransferaza.

## Literatura
- Nicholas C. Price; Lewis Stevens (1999). Fundamentals of Enzymology: The Cell and Molecular Biology of Catalytic Proteins (Third изд.). USA: Oxford University Press. ISBN 019850229X.
- Eric J. Toone (2006). Advances in Enzymology and Related Areas of Molecular Biology, Protein Evolution (Volume 75 изд.). Wiley-Interscience. ISBN 0471205036.
- Branden C; Tooze J. Introduction to Protein Structure. New York, NY: Garland Publishing. ISBN 0-8153-2305-0.
- Irwin H. Segel. Enzyme Kinetics: Behavior and Analysis of Rapid Equilibrium and Steady-State Enzyme Systems (Book 44 изд.). Wiley Classics Library. ISBN 0471303097.

## Spoljašnje veze
- D-glycero-beta-D-manno-heptose+1-phosphate+adenylyltransferase на 